# Erinnyis yucatana
E. yucatana là một loài bướm đêm thuộc họ Sphingidae. Nó sống ở Costa Rica đến Mexico. Sâu bướm có thể ăn papaya (Carica papaya) và các loài cây liên quan khác.

## Hình ảnh

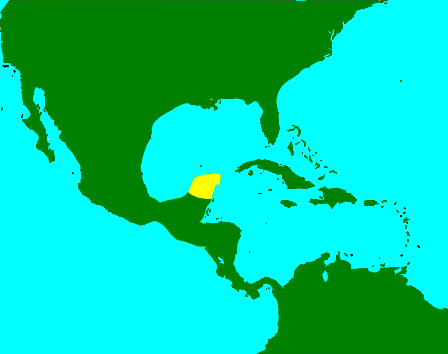
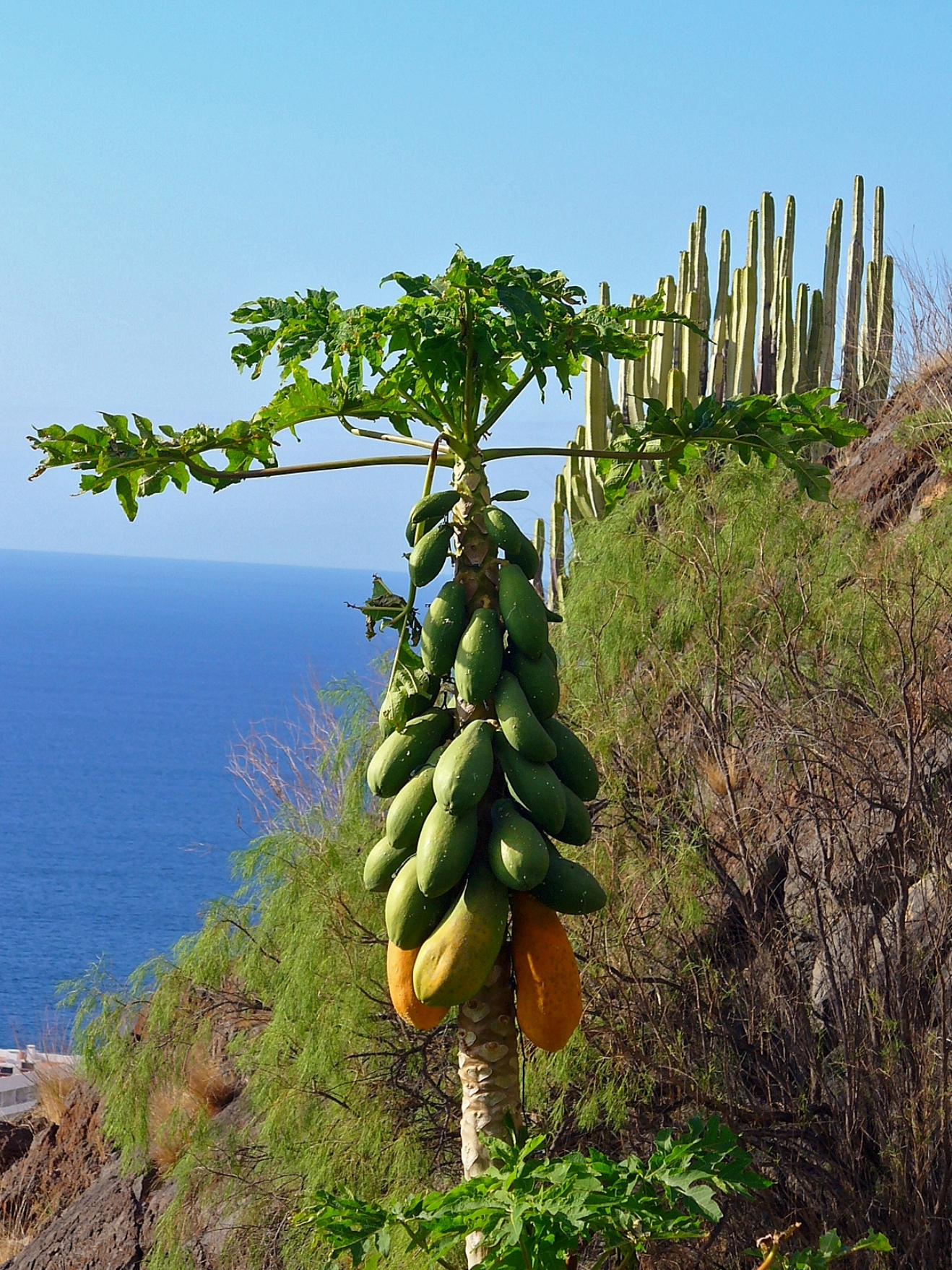
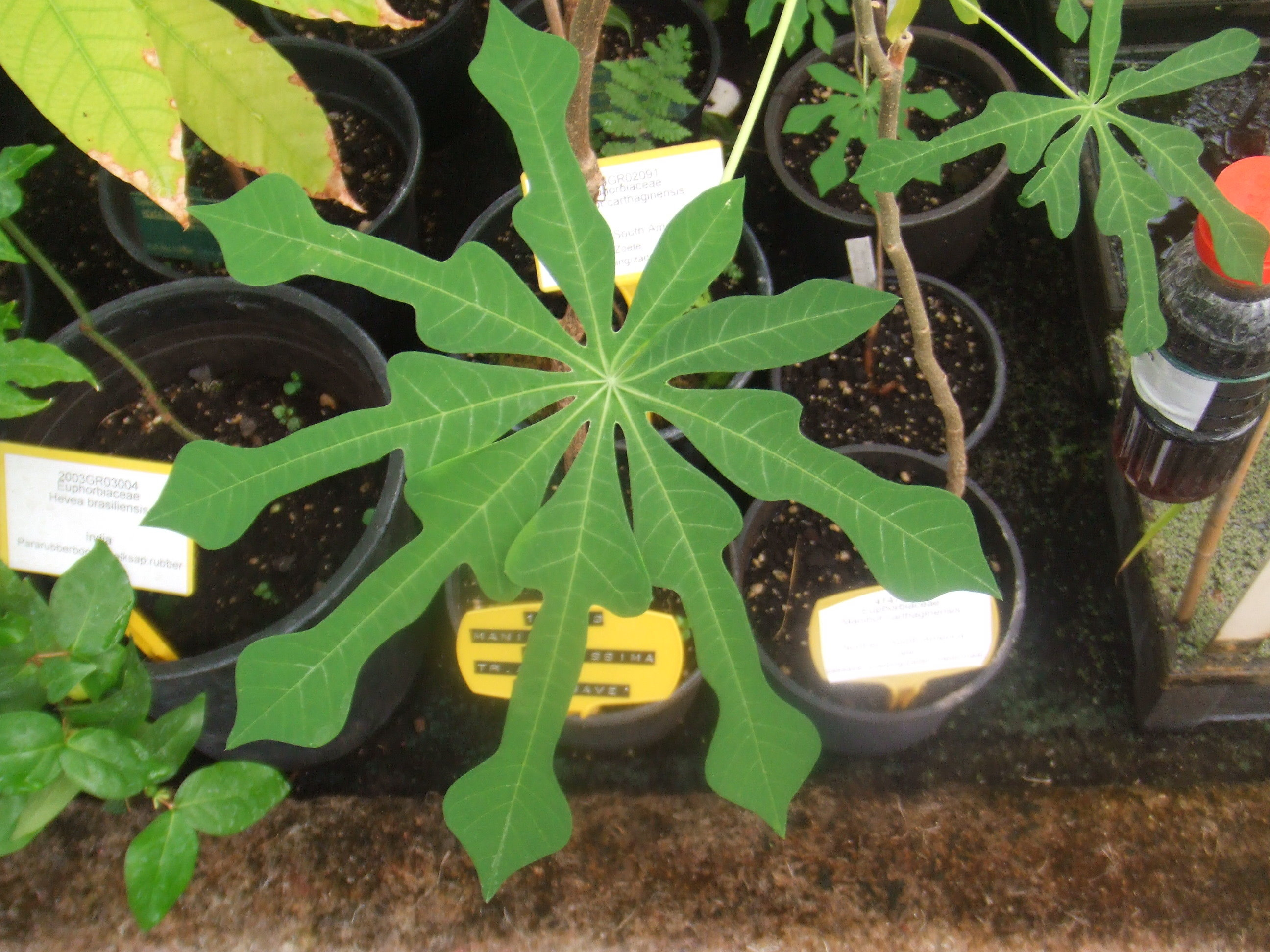